# Mantella manery
Mantella manery är en groddjursart som beskrevs av Vences, Glaw och Böhme 1999. Mantella manery ingår i släktet Mantella och familjen Mantellidae. IUCN kategoriserar arten globalt som sårbar. Inga underarter finns listade i Catalogue of Life.